# Хаустон (Мисури)
Хаустон (енгл. Houston) град је у америчкој савезној држави Мисури.

## Демографија
По попису из 2010. године број становника је 2.081, што је 89 (4,5%) становника више него 2000. године.
| Група             | 2000.         | 2010.         |
| Белци             | 1.893 (95,0%) | 1.988 (95,5%) |
| Афроамериканци    | 4 (0,2%)      | 4 (0,2%)      |
| Азијати           | 6 (0,3%)      | 9 (0,4%)      |
| Хиспаноамериканци | 29 (1,5%)     | 25 (1,2%)     |
| Укупно            | 1.992         | 2.081         |